# Øresundstog
A DSB X31 sorozat és a DSB X32 sorozat a Bombardier Transportation háromrészes motorvonatai, melyek az Øresund vonalon közlekednek Dánia és Svédország között. A járművek alkalmasak az Øresund hídon való közlekedésre a két ország között a vasúti infrastruktúrák különbözősége ellenére. Svédországban a vasúti áramrendszer 15 kV 16⅔ Hz, míg Dániában 25 kV 50 Hz.
A Bombardier Transportation 10 további háromrészes Contessa motorvonat megrendelést nyert el a Dán Államvasutaktól 2008. szeptemberben, 82 millió euró értékben, amelyhez további 30 darabos opció is tartozik. A járműveket a Nemzeti Vasúti Hatóság lízingeli, majd a DSBFirst rendelkezésére bocsátja, amikor ez utóbbi 2009. január 11-én átveszi az Öresund vonalat.
A motorvonatok a határ átlépésekor automatikusan biztosítóberendezést és áramrendszert váltanak a járműbe épített kifinomult kettős rendszer segítségével. A 180 km/h sebességre képes interregionális motorvonatok közbenső kocsija alacsony padlószintű a mozgáskorlátozottak utazásának megkönnyítése érdekében.
Az új vonatok a már üzemelő 79 villamos motorvonat állományt egészítették ki, amelyek jelenleg is a dán-svéd határon átmenő forgalomban üzemelnek. Ez a 79 Contessa motorvonat alapvető fontosságú az ingázók ezrei számára, összeköti Svédország déli részét Dániával és Európa többi részével, és ezáltal kulcsszerepet tölt be az Öresund régió sikeres integrálásában.